# Rosendo Huesca Pacheco
Rosendo Huesca Pacheco (Ejutla, 3 de março de 1932 – Ejutla, 25 de novembro de 2017) foi Arcebispo de Puebla de los Ángeles.
Rosendo Huesca Pacheco ingressou no Seminário Palafoxiano de Puebla em 1943 e estudou filosofia e teologia a partir de 1954 no Pontifício Colégio Latino-Americano "Pius" de Roma. Em 28 de outubro de 1956 foi ordenado sacerdote para a diocese de Roma. A partir de 1959, ele estudou psicologia e educação na Fordham University, em Nova York.
Papa Paulo VI nomeou-o em 30 de maio de 1970 bispo auxiliar em Puebla de los Ángeles e bispo titular de Themisonium. O Arcebispo de Puebla de los Ángeles, Octaviano Márquez y Tóriz, o consagrou em 24 de agosto do mesmo ano; Co-consagradores foram Emilio Abascal y Salmerón, Arcebispo de Jalapa, e Luis Guízar y Barragán, Bispo de Saltillo.
Em 28 de setembro de 1977 foi pelo Papa Paulo VI nomeado arcebispo de Puebla de los Ángeles com posse em 26 de novembro do mesmo ano. Em 1979 recebeu como anfitrião o então Papa João Paulo II durante sua visita a Puebla e os participantes da III Conferência Geral do Episcopado Latino-Americano. Em outubro de 1995, ele recebeu um doutorado honorário por seu compromisso com a Benemérita Universidad Autónoma de Puebla.
Em 5 de fevereiro de 2009, o Papa Bento XVI aceitou seu pedido de demissão por razões de idade.